# Пассивное избирательное право
Пассивное избирательное право — право граждан быть избранными в органы власти. Наряду с активным избирательным правом — часть субъективного избирательного права. Закреплено (наряду с активным избирательным правом) статьёй 25 МПГПП, статьёй 3 протокола № 1 к ЕКПЧ. Однако, в отличие от активного избирательного права, пассивное избирательное право может быть ограничено более высоким возрастным или имущественным цензом. Также, оно может быть ограничено в ходе люстрации для конкретных личностей, а также по приговору суда.
Кроме того, Федеральным законом 12.06.2002 N 67-ФЗ в ст. 4 закона «Об основных гарантиях избирательных прав и права на участие в референдуме граждан Российской Федерации» внесены изменения, устанавливающие пожизненное лишение пассивного избирательного права для лиц, осужденных когда-либо к лишению свободы за совершение тяжких и (или) особо тяжких преступлений, за исключением случаев, когда в соответствии с новым уголовным законом эти деяния не признаются тяжкими или особо тяжкими преступлениями.

## Требования к кандидату
Депутатом Государственной думы может быть избран гражданин Российской Федерации, достигший 21 года и имеющий право участвовать в выборах.
Данный ценз действует для депутатов местных дум (на областном/краевом/окружном и городском уровнях), а также глав города.
По ФЗ № 19-ФЗ от 2003 г. Президентом Российской Федерации мог быть избран гражданин РФ не моложе 35 лет, «постоянно проживающий в Российской Федерации не менее 10 лет». После поправок к Конституции 2020 г. требование увеличилось до «не менее 25 лет».